# Бріттані Маклін
Бріттані Маклін (англ. Brittany MacLean, нар. 3 березня 1994, Місісаґа, Онтаріо, Канада) — канадська плавчиня, бронзова призерка Олімпійських ігор 2016 року.

## Виступи на Олімпійських іграх
| Олімпіада   | Дисципліна             | Місце |
| ----------- | ---------------------- | ----- |
| Лондон 2012 | 400 м вільним стилем   | 7     |
| Лондон 2012 | 4×200 м вільним стилем | 4     |
| Ріо 2016    | 200 м вільним стилем   | 10    |
| Ріо 2016    | 400 м вільним стилем   | 5     |
| Ріо 2016    | 800 м вільним стилем   | 10    |
| Ріо 2016    | 4×200 м вільним стилем | 3     |